# Train à Grande Vitesse
O TGV (Trem (português brasileiro) ou Comboio (português europeu) de Grande Velocidade, do francês, Train à Grande Vitesse) é uma série de trens (comboios) de alta velocidade desenvolvida pela Alsthom (atualmente Alstom) e pela companhia de caminhos de ferro nacional francesa SNCF, e operada principalmente pela própria SNCF. Também se denomina TGV aos serviços ferroviários realizados com este tipo de trens (comboios) em França.
A inauguração do serviço deste trem teve lugar com o trajeto entre Paris e Lyon em 1981. Atualmente a rede do TGV conecta Paris com outras cidades da França e com os seus países vizinhos. Entre 1981 e 2013 a rede de TGV transportou dois mil milhões de passageiros.
O TGV é um dos trens convencionais mais velozes do mundo; em alguns trechos opera a velocidades de até 320 km/h. Tem o recorde de maior velocidade em condições especiais de prova quando a 3 de abril de 2007 superou o seu próprio registo ao chegar aos 574,8 km/h na linha Paris-Estrasburgo.
O êxito da primeira linha favoreceu a expansão do serviço, com novas linhas construídas até ao sul, oeste e nordeste de França. Desejosos de imitar o êxito da rede francesa, alguns países vizinhos como Bélgica, Itália ou Países Baixos construíram também as suas próprias linhas de alta velocidade. Atualmente, as linhas francesas de alta velocidade enlaçam com as de Bélgica, Alemanha, Países Baixos, Luxemburgo, Itália, Suíça, Espanha e inclusivamente, com as do Reino Unido. Outras redes de alta velocidade utilizam trens derivados dos TGV (KTX, Série 100 da Renfe…).

## História
Nos anos 1960 e 1970, a SNCF enfrentava problemas de saturação e congestionamento no corredor Paris-Lyon, com excesso de trens de passageiros e de carga utilizando o trecho, além de redução no número de passageiros no país por causa da competição dos carros e aviões.
A SNCF estudou várias propostas para lidar com a sobrecarga, incluindo quadruplicar a ferrovia entre paris e Dijon, porém, considerando que havia um túnel longo que teria de ser duplicado e a necessidade de competir com a velocidade dos aviões e a conveniência dos carros, decidiu construir uma ferrovia nova, projetada para altas velocidades.
O conceito de alta velocidade ferroviária criado foi de uma ferrovia exclusiva para trens de passageiros, separada completamente da ferrovia convencional, chamada de LGV (sigla em francês para Linha de alta velocidade), e que possuísse acessos para que os trens sirvam as estações já existentes.

## Linhas existentes

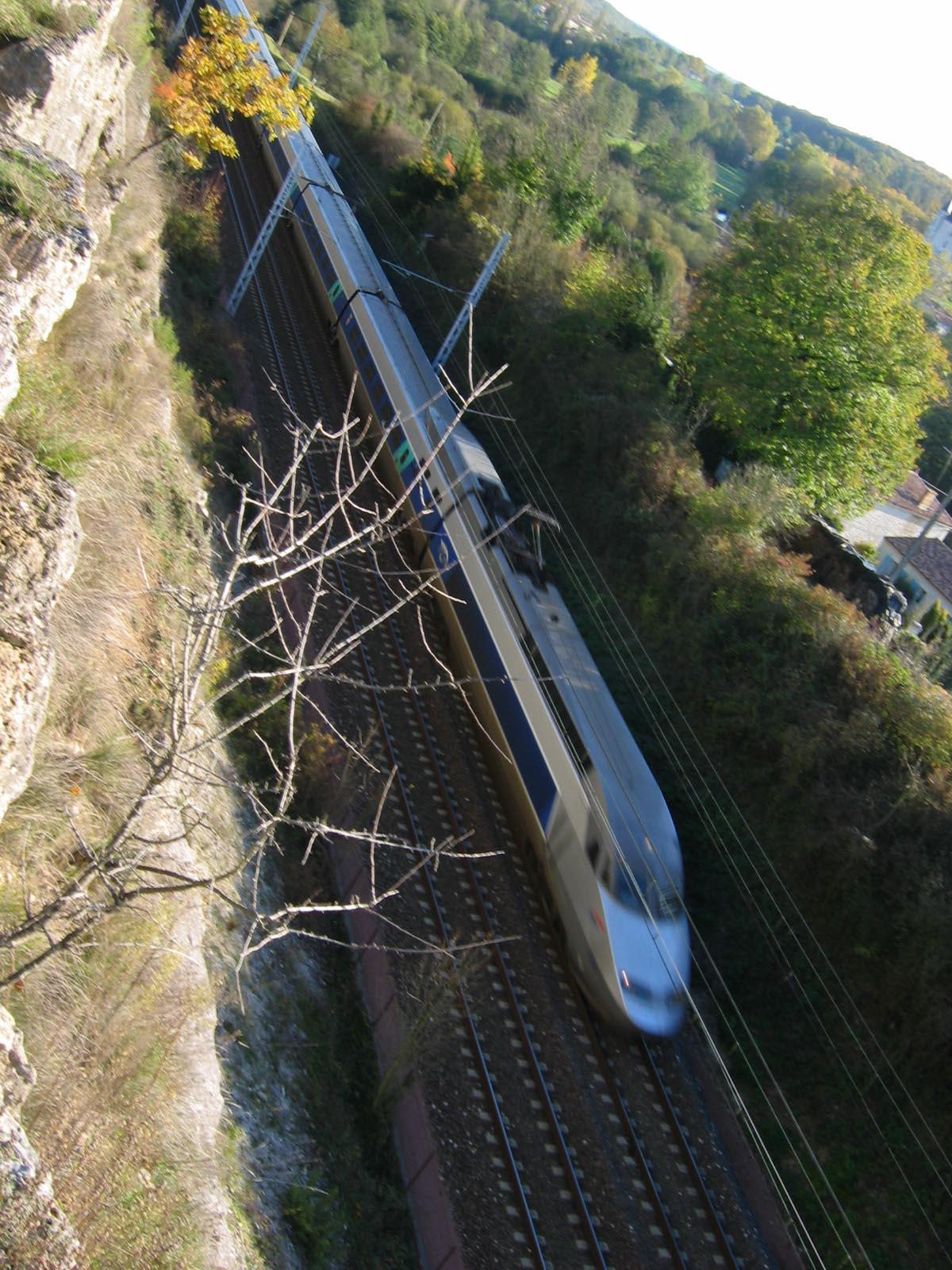
O TGV Réseau em linha de baixa velocidade.

1. LGV ''Sud-Est'' (Paris a Lyon-Perrache), a primeira LGV (inaugurada em 1981)[4]
2. LGV ''Atlantique'' (Paris a Tours e Le Mans) (inaugurada em 1989) [5]
3. LGV ''Nord Europe'' (Paris-Gare du Nord a Lille e Bruxelas e também em direção a Londres, Amesterdã e Colônia) (inaugurada em 1993)
4. LGV ''Méditerranée'' (Uma extensão do Sud-Est: Lyon a Marselha-Saint-Charles) (inaugurada em 2001)
5. LGV ''Leste Européia'' (Paris a Estrasburgo), inaugurada em 2007 [6]
6. Paris a Bordeaux e Rennes [7]

### Linhas planejadas[carecede fontes?]
1. LGV Rhin-Rhône (Estrasburgo a Lyon) (em construção)
2. Barcelona a Perpignan e Montpellier, que ligará o TGV à rede AVE espanhola (em construção)
3. Lião a Chambéry e Turim, que estenderá o TGV à Itália
4. LGV Sud-Europe (Tours a Bordeaux), estendendo o ramo sul da linha Atlantique
5. LGV Ouest (Le Mans a Rennes), estendendo o ramo oeste da linha Atlantique
6. Bordeaux a Dax e País Basco

Amsterdã e Colônia já são servidas pelos trens TGV Thalys circulando em linhas normais, apesar de essas linhas estarem sendo transformadas em linhas de alta velocidade.[carece de fontes?]
Londres é servida atualmente pelos trens Eurostar, que circulam a alta velocidade pela linha do Eurotúnel e pela linha de alta velocidade inglesa (CTRL).[carece de fontes?]

## TGV fora da França

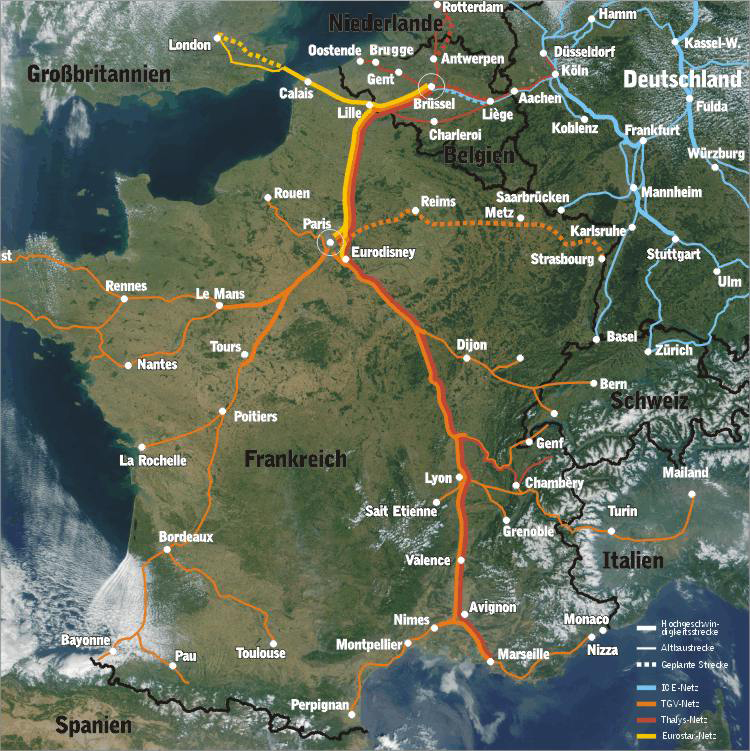
Rede de TGV na Europa.

A tecnologia do TGV foi adotada por vários outros países:[carece de fontes?]
- Thalys, ligando a França à Bélgica, Alemanha e Países Baixos
- Eurostar, ligando a Grã-Bretanha à França e Bélgica
- AVE, a rede de alta velocidade na Espanha
- KTX, a linha de alta velocidade na Coreia do Sul
- Acela Express, trem de alta velocidade construído pela Bombardier, associada da Alstom, para os Estados Unidos, que usa a tecnologia motriz do TGV (apesar de o resto do trem ser independente).

## Impacto
As linhas de TGV reduziram consideravelmente o tráfego aéreo entre as cidades conectadas. Bruxelas–Paris em 90 minutos incrementou o intercâmbio entre as duas capitais, e, do mesmo modo, a linha Paris–Marselha reduziu o tempo de viagem em relação ao avião de maneira significativa.[carece de fontes?]

## Recorde de velocidade

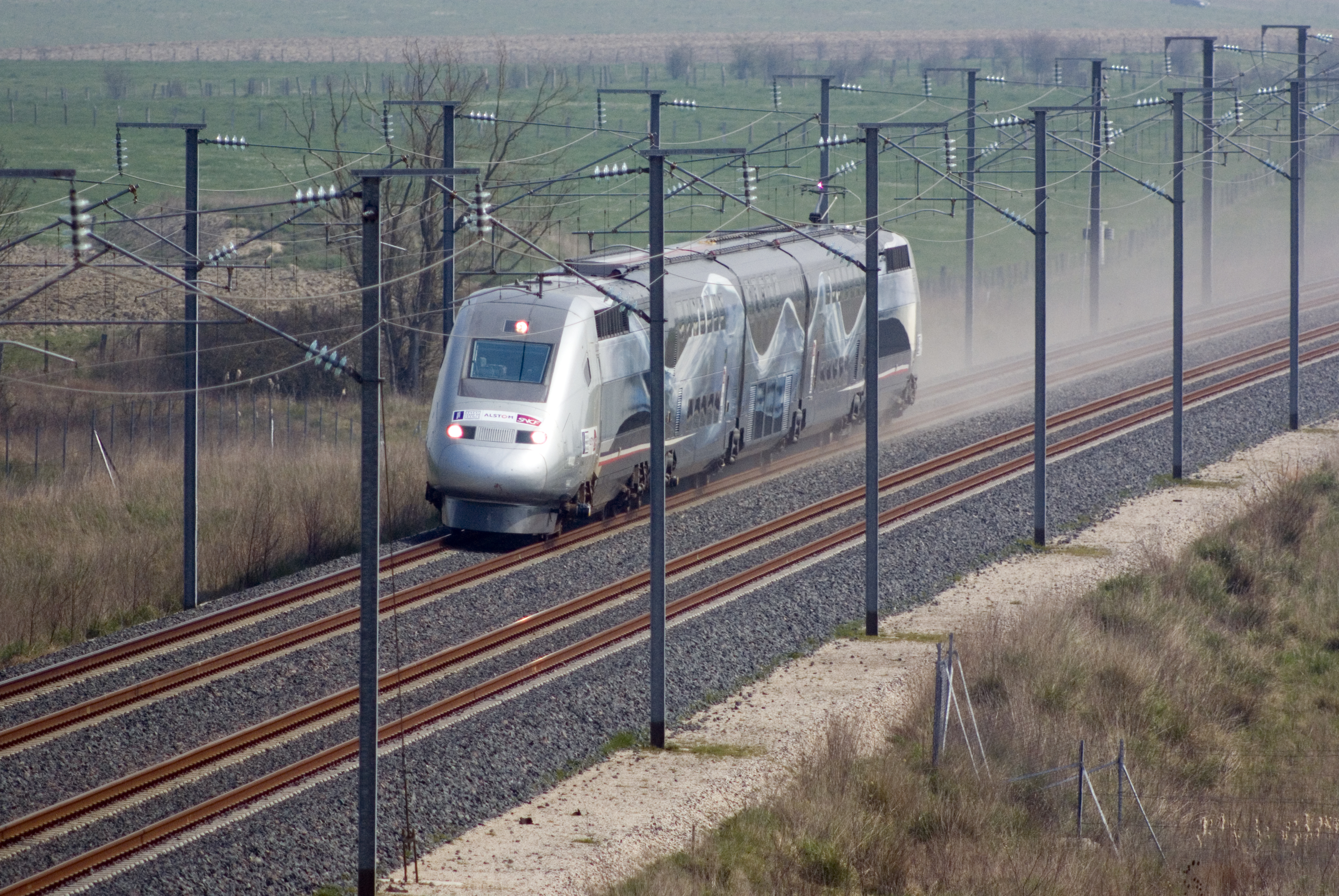
TGV V150 durante a quebra do recorde de velocidade.

Em 3 de abril de 2007, um trem TGV Duplex modificado, nomeado V150 bateu o recorde mundial de velocidade, atingindo 574,8 km/h, entre as estações de Champanhe-Ardenas e Lorena na LGV leste europeia, se tornando o trem convencional mais rápido do mundo.